# 崔謙
崔 謙（さい けん、生年不詳 - 569年）は、北魏から北周にかけての官僚・軍人。字は士遜。本貫は博陵郡安平県。妻は李該（李承の子の李蕤の子）の娘。

## 経歴
崔楷の子として生まれた。弟の崔説とともに知られた。孝昌年間、著作佐郎を初任とした。元天穆の下で邢杲を討って撃破すると、功績により輔国将軍・太中大夫の位を受け、平東将軍・尚書殿中郎に転じた。
532年、賀抜勝が荊州に駐屯すると、崔謙は行台左丞となった。534年、孝武帝が高歓の圧迫を受けるようになると、賀抜勝は兵を率いて洛陽に入るよう命じられた。賀抜勝の軍が広州に到着したとき、孝武帝はすでに関中に入っていた。賀抜勝は遅疑逡巡して、荊州に帰ろうとした。崔謙は賀抜勝にこの機会に長安に赴いて孝武帝と会い、宇文泰と協力して高歓を討つよう勧めた。賀抜勝は崔謙の言を用いることができなかった。荊州に帰還しないうちに、鄧誕の先導を受けた侯景の軍が攻撃してきた。賀抜勝は侯景と戦って敗れ、麾下の数百騎を率いて南朝梁に亡命した。崔謙も賀抜勝に同行した。南朝梁に到着すると、武帝に対してたびたび北伐の援軍を求めた。武帝は軍こそ出さなかったが、賀抜勝らの志節をよみして、その帰国を許した。崔謙は先に西魏に帰国し、賀抜勝の帰国のための根回しをした。西魏の文帝は崔謙に会って喜び、その忠節をたたえた。宇文泰も崔謙を礼遇した。崔謙は征西将軍・金紫光禄大夫の位を受け、千乗県男に封じられた。賀抜勝が長安に到着すると太師となり、崔謙は太師長史となった。
537年、宇文泰の下で竇泰を討ち、沙苑の戦いに参加して、ともに戦功を挙げた。千乗県子に進み、車騎大将軍・右光禄大夫の位を受けて、尚書右丞に任じられた。538年、宇文泰の下で洛陽の包囲を解き、河橋の戦いを経て、定州大中正・瀛州刺史を加えられた。549年、車騎大将軍・儀同三司となり、随郡で柳仲礼を破り、魏興で李遷哲を討って、ともに功績を挙げた。驃騎大将軍・開府儀同三司・直州刺史に進んで、宇文氏の姓を賜った。
554年、利州刺史に転じた。崔謙は行政に熟達し、民衆の争訟は頻繁だったが、勤務に精励して厭きるようすを見せなかった。このため官吏や民衆たちに敬愛された。ときに賈晃遷が挙兵して乱を起こし、利州城を包囲しようと迫った。崔謙は1000人ばかりを集めて抗戦した。梁州刺史の崔猷の援兵がやってくると、賈晃遷は捕らえられ、党与は逃げ散った。崔謙は叛乱の主だった者たちを処刑したが、ほかの者たちは解放した。10日ほどの間に治安を回復させた。557年、明帝が即位すると、崔謙の爵位は作唐県公に進んだ。562年、安州総管・随応等十一州甑山上明魯山三鎮諸軍事・安州刺史に転じた。564年、大将軍の位を加えられ、爵位は武康郡公に進んだ。
566年、江陵総管に任ぜられた。568年、荊州総管・荊析等十四州南陽平陽等八防諸軍事・荊州刺史に転じた。南は南朝陳と、東は北斉と境を接する土地にあって、外に強敵を防ぎ、内に軍民を慰撫して、良牧と称された。569年、荊州で死去した。

## 子女
- 崔君治
- 崔曠（北周の開府儀同大将軍・淅州刺史・武康郡公）
- 崔彭
- 崔曄（隋の開府儀同三司・十二衛大将軍）
- 崔市妃（李祖昇の妻）

## 伝記資料
- 『周書』巻35 列伝第27
- 『北史』巻32 列伝第20